# X5 Retail Group
X5 Retail Group est l'un des principaux distributeurs russes multi-formats de produits alimentaires. Il gère plusieurs réseaux commerciaux: grandes surfaces «près de la maison» «Pyaterochka», supermarchés «Perekrestok» et hypermarchés «Carrousel».
Les actions sous forme de certificats de dépôt globaux sont cotées à la Bourse de Londres (LSE) et à la Bourse de Moscou (MSH).

## Histoire

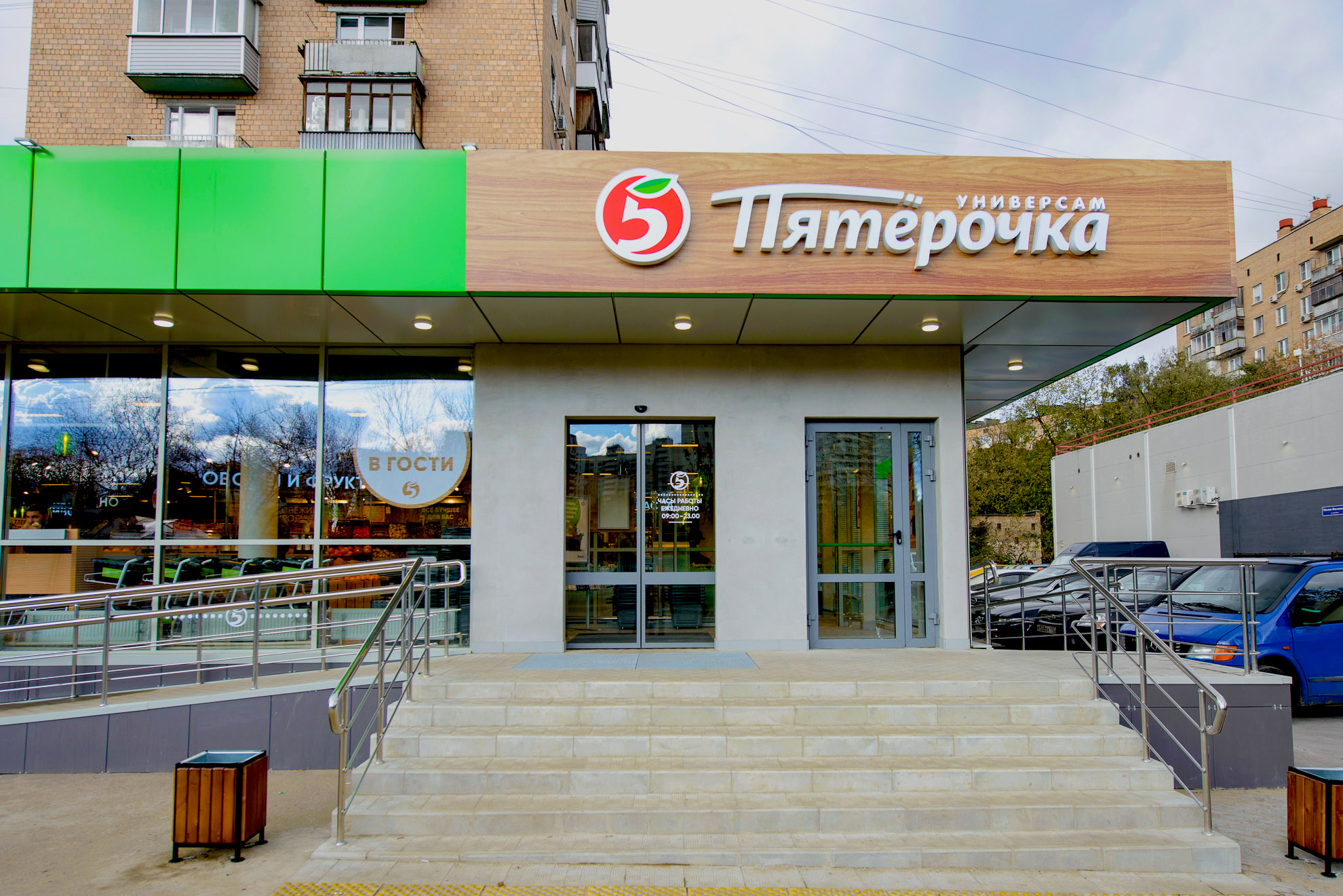
Pyaterochka à Moscou

La compagnie a été fondée en 2006 à la suite de la fusion des réseaux «Pyaterochka» et «Perekrestok». Lors de la fusion, la compagnie fusionnée a reçu une option d'achat de la chaîne d'hypermarchés «Carrousel», qu’elle a réalisé en 2008.

## Structure actionnariale
La structure actionnariale de X5 est la suivante: CTF Holdings S.A. (structure d’ Groupe Alfa) – 47.86%, Intertrust Trustees Ltd (Axon Trust) – 11.43%, Directeurs de X5 – 0.06%, actions propres – 0.01%, Actionnaires avec moins de 3% – 40.63%.

## Direction
En 2015, Stephan DuCharme, qui de 2008 à 2012, avant la transition au poste de CEO de la compagnie, a déjà été le Directeur indépendant dans le Conseil de surveillance, a présidé le Conseil de surveillance du groupe X5,.
Depuis novembre 2015, Igor Shekhterman a été nommé Directeur exécutif principal de la société,,.
En 2017, le chiffre d'affaires de la société s'élevait à près de 36 millions d'euros.

## Réseaux commerciaux

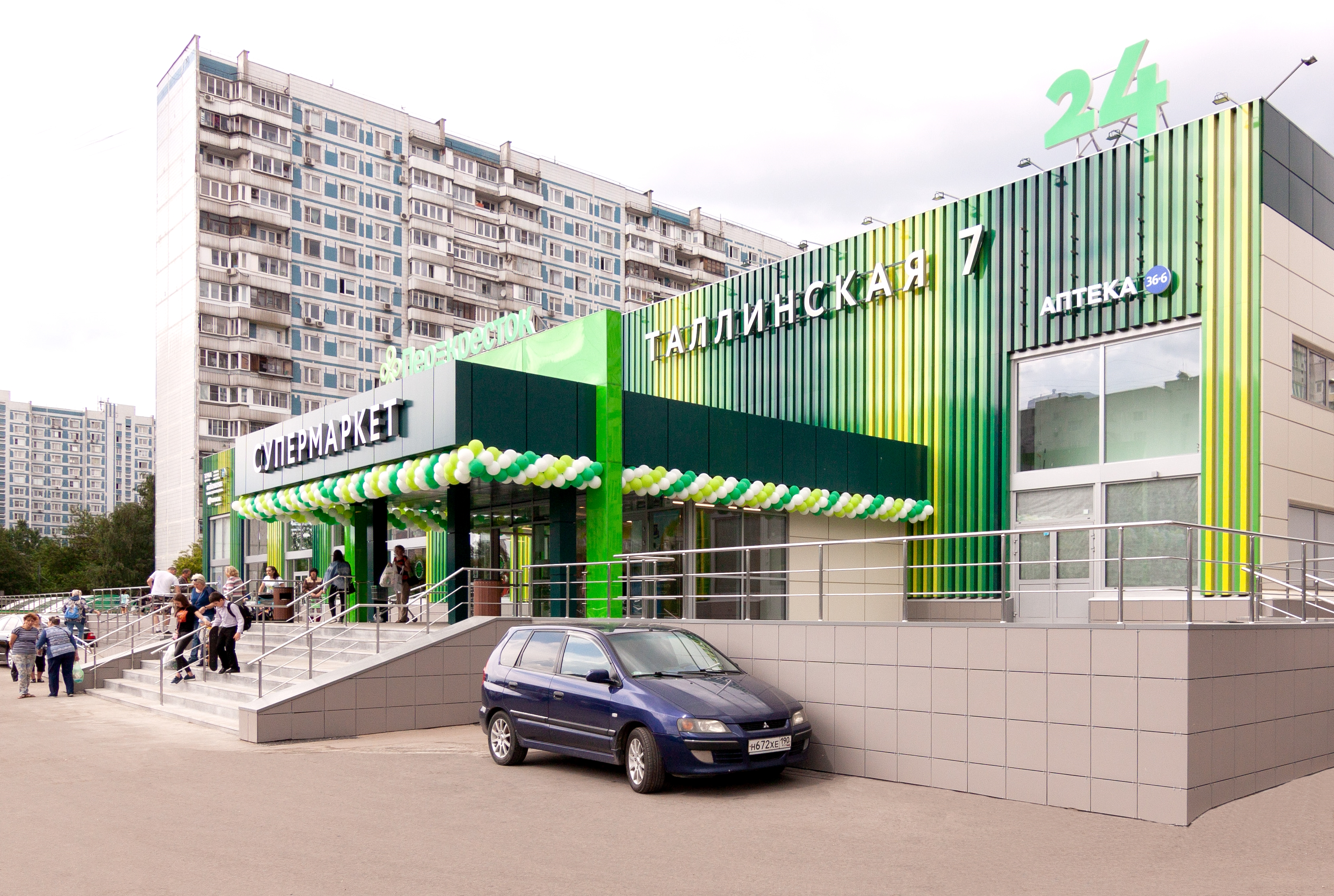
Supermarché Perekrestok à Moscou

### Pyaterochka
«Pyaterochka» est un réseau commercial des magasins d'alimentation du format «près de la maison». En avril 2018, la 12000ème grande surface du réseau a été ouverte.

### Perekrestok
«Perekrestok» est un réseau commercial des magasins d'alimentation du format «supermarché». «Perekrestok» est la plus grande chaîne de supermarchés en Russie. En octobre 2017, le 600e magasin du réseau a été ouvert.

### Carrousel
«Carrousel» est un réseau commercial des magasins d'alimentation du format «hypermarché». À la date du 31 décembre 2019, le réseau comptait 91 magasins.

## Activités

### Paramètres financiers et opérationnels
À la date du 31 décembre 2019, sous le contrôle de la compagnie, il y avait 16 297 magasins, y compris 15 354 grandes surfaces «Pyaterochka», 852 supermarchés «Perekrestok» et 91 hypermarchés «Carrousel».
| Indicateurs financiers clés                              | Indicateurs financiers clés | Indicateurs financiers clés | Indicateurs financiers clés | Indicateurs financiers clés | Indicateurs financiers clés | Indicateurs financiers clés | Indicateurs financiers clés |
| Paramètre/Année                                          | 2013,                       | 2014,                       | 2015,                       | 2016,                       | 2017                        | 2018                        | 2019                        |
| -------------------------------------------------------- | --------------------------- | --------------------------- | --------------------------- | --------------------------- | --------------------------- | --------------------------- | --------------------------- |
| Chiffre d'affaires, Rouble russe, million                | 534 560                     | 633 873                     | 808 818                     | 1 033 667                   | 1 295 008                   | 1 532 537                   | 1 734 347                   |
| Marge brute, Rouble russe, million                       | 130 348                     | 154 982                     | 198 390                     | 249 985                     | 308 938                     | 369 720                     | 425 798                     |
| Rentabilité marge brute, %                               | 24,4                        | 24,5                        | 24,5                        | 24,2                        | 23,9                        | 24,1                        | 24,6                        |
| EBITDA, Rouble russe, million                            | 38 350                      | 45 860                      | 55 233                      | 76 267                      | 96 193                      | 107 628                     | 122 585                     |
| Rentabilité EBITDA, %                                    | 7,2                         | 7,2                         | 6,8                         | 7,4                         | 7,4                         | 7,0                         | 7,1                         |
| Bénéfice avant intérêts et impôts, Rouble russe, million | 25 296                      | 28 288                      | 34 449                      | 45 631                      | 57 758                      | 58 154                      | 60 251                      |
| Marge opérationnelle, %                                  | 4,7                         | 4,5                         | 4,3                         | 4,4                         | 4,5                         | 3,8                         | 3,5                         |
| Résultat net, Rouble russe, million                      | 10 984                      | 12 691                      | 14 174                      | 22 291                      | 31 394                      | 28 642                      | 25 908                      |
| Marge bénéficiaire nette, %                              | 2,1                         | 2,0                         | 1,8                         | 2,2                         | 2,4                         | 1,9                         | 1,5                         |

| Nombre de magasins (à la date du 31 décembre de l’année) | Nombre de magasins (à la date du 31 décembre de l’année) | Nombre de magasins (à la date du 31 décembre de l’année) | Nombre de magasins (à la date du 31 décembre de l’année) | Nombre de magasins (à la date du 31 décembre de l’année) | Nombre de magasins (à la date du 31 décembre de l’année) | Nombre de magasins (à la date du 31 décembre de l’année) | Nombre de magasins (à la date du 31 décembre de l’année) | Nombre de magasins (à la date du 31 décembre de l’année) | Nombre de magasins (à la date du 31 décembre de l’année) | Nombre de magasins (à la date du 31 décembre de l’année) | Nombre de magasins (à la date du 31 décembre de l’année) | Nombre de magasins (à la date du 31 décembre de l’année) |
| Réseaux commerciaux / Année                              | 2008                                                     | 2009                                                     | 2010                                                     | 2011                                                     | 2012                                                     | 2013                                                     | 2014                                                     | 2015                                                     | 2016                                                     | 2017                                                     | 2018                                                     | 2019                                                     |
| -------------------------------------------------------- | -------------------------------------------------------- | -------------------------------------------------------- | -------------------------------------------------------- | -------------------------------------------------------- | -------------------------------------------------------- | -------------------------------------------------------- | -------------------------------------------------------- | -------------------------------------------------------- | -------------------------------------------------------- | -------------------------------------------------------- | -------------------------------------------------------- | -------------------------------------------------------- |
| Pyaterochka                                              | 848                                                      | 1 039                                                    | 1 392                                                    | 2 525                                                    | 3 220                                                    | 3 882                                                    | 4 789                                                    | 6 265                                                    | 8 363                                                    | 11 225                                                   | 13 522                                                   | 15 354                                                   |
| Kopeïka                                                  | -                                                        | -                                                        | 660                                                      | -                                                        | -                                                        | -                                                        | -                                                        | -                                                        | -                                                        | -                                                        | -                                                        | -                                                        |
| Perekrestok                                              | 207                                                      | 275                                                      | 301                                                      | 330                                                      | 370                                                      | 390                                                      | 403                                                      | 478                                                      | 539                                                      | 638                                                      | 760                                                      | 852                                                      |
| Carrousel                                                | 46                                                       | 58                                                       | 71                                                       | 77                                                       | 78                                                       | 83                                                       | 82                                                       | 90                                                       | 91                                                       | 93                                                       | 94                                                       | 91                                                       |
| Épicerie Express,                                        | -                                                        | -                                                        | 45                                                       | 70                                                       | 134                                                      | 189                                                      | 209                                                      | 187                                                      | 194                                                      | 165                                                      | 55                                                       | -                                                        |

### Projets de partenariat

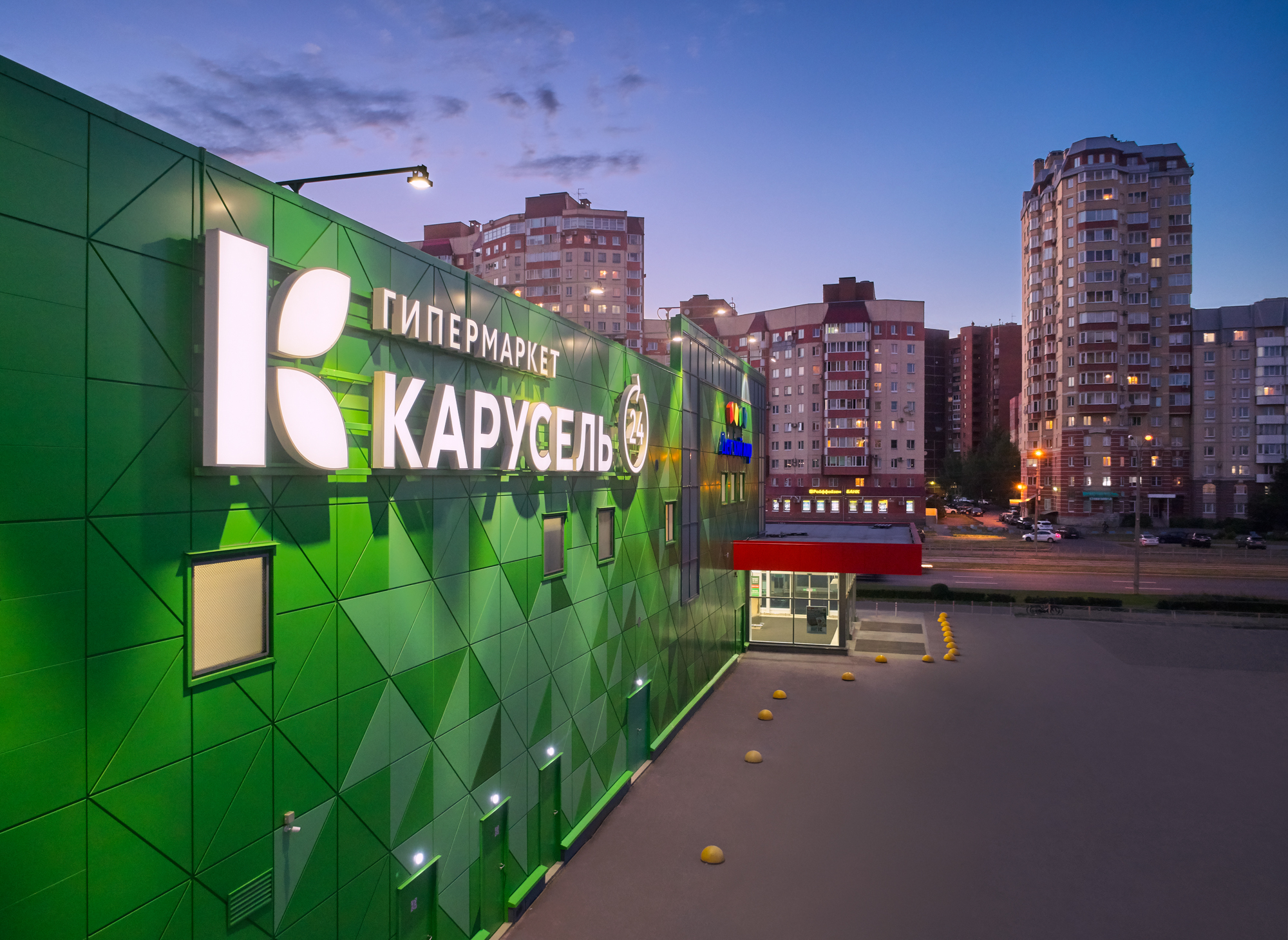
Hypermarché Carrousel à Saint-Pétersbourg

En 2013, le programme visant à attirer des sous-locataires dans les magasins X5 a été lancé : à la fin de 2017, 5500 entreprises privées ont ouvert plus de 29000 points de vente personnels au détail,.
Le plus grand nombre de partenaires développe leurs activités en collaboration avec le réseau commercial «Pyaterochka»: 5000 sous-locataires occupent au total plus de 8% de la superficie totale du réseau commercial, dont plus de 3000 d'entre eux sont des fermiers, petites et moyennes entreprises, réalisant les produits alimentaires, les marchandises d'enfants, et fournissant des divers services de vie dans la zone de commande et à l'intérieur des magasins dans le format «shop-in-shop».

## IT et innovations
En juin 2017, le X5 Retail Group et la Fondation de développement des initiatives d’Internet (FDII) ont lancé un accélérateur spécialisé dans la vente au détail.
Les startups inclus dans l'accélérateur du FDII pouvaient non seulement attirer les investissements de la fondation à hauteur de 2 millions à 25 millions de roubles, mais aussi tester des hypothèses d'affaires sur la base de consommation de la X5 Retail Group, contenant des informations non personnelles sur plus de 3 milliards d'achats.
En novembre 2017, X5 a introduit la technologie de la formation automatique pour un marketing ciblé dans le réseau commercial de «Perekrestok» et a créé des offres personnelles pour tous les participants au programme de fidélité «Club Perekrestok»,.
A l’aide de la technologie de formation automatique, les clients sont d’abord segmentés en groupes ayant des propriétés communes, et puis on prépare les propositions pour ceux-ci. Le système analyse les données du public sélectionné et crée un modèle de campagnes de marketing personnalisées en fonction de facteurs démographiques et plusieurs centaines de facteurs de comportement, y compris : la fréquence et le montant des achats, les préférences, les facteurs qui déterminent le style de vie, le niveau de prix abordable, les catégories des produits préférés et l’heure préférée de la visite des supermarchés. On prévoit la sensibilité des clients aux offres spécifiques à l’aide de divers modèles analytiques, en outre, le système détermine les canaux de communication avec le public sélectionné les plus efficaces et génère indépendamment les textes de messages de marketing.
En décembre 2017, Mail.Ru Group et X5 ont lancé un projet de partenariat dans le domaine de ciblage de la publicité en ligne et de l’évaluation de son influence sur les ventes dans des magasins spécifiques. Les clients de la plate-forme myTarget ont accès aux données dépersonnalisées du détaillant sur le comportement des clients, ce qui leur permet d’améliorer le ciblage et de corréler les données publicitaires avec les résultats des ventes dans les supermarchés «Pyaterochka», les supermarchés «Perekrestok» et les hypermarchés «Carrousel»,.
En février 2018, X5 a lancé un service en ligne qui permet aux propriétaires de l’immobilier de calculer le loyer moyen dans n’importe quel endroit spécifique dans les régions où se trouve «Pyaterochka». De plus, à condition que les locaux répondent aux critères d’ouverture du magasin, vous pouvez immédiatement envoyer à l’aide du service une offre de location, une demande de vente d’un local ou d’un immeuble et offrir un terrain pour la construction d’un supermarché.
En mai 2018, X5 a accompli un projet important visant l’automatisation de la prévision de la demande et de la planification du réapprovisionnement dans les magasins et les centres de distribution des réseaux commerciaux «Perekrestok» et «Carrousel». Pour ce faire, le X5 a changé les processus de base dans les domaines de logistique, de marketing, de commerce en introduisant un nouveau système continu de gestion des chaînes des livraisons. Grâce à la mise en œuvre de cette solution on a amélioré de 17% la précision des prévisions, ainsi la disponibilité réelle des produits sur les rayons a augmenté de 5%. En outre, la société a réussi à réduire de 13% le niveau des stocks de marchandises,.
En mai 2018, X5 a introduit la technologie de création automatique de planogrammes détaillées pour les hypermarchés en tenant compte des propriétés des équipements commerciaux, des préférences des acheteurs, des données historiques sur la vitesse de vente de certains types de produits, des données sur la gamme par catégorie, la taille et le type d’emballage des marchandises et de nombreux autres facteurs. Grâce à ceci, les ventes dans certaines catégories ont augmenté de 10,5% pour les trois premiers mois d’utilisation de la solution,.
En juin 2018, X5 a lancé la technologie d’analyse vidéo et de vision par ordinateur fonctionnant à la base des réseaux de neurones et de l’intelligence artificielle. Elle accélère le contrôle de l’exactitude du placement et de la quantité des marchandises sur les rayons, diminue de 10% le nombre de personnes quittant le magasin sans achats en réduisant de 20% les pertes des magasins,.
En mars 2021, après des essais dans 52 supermarchés, le groupe (en partenariat avec Visa et Sber) a lancé la biométrie «payez en un coup d'œil» sur les bornes de paiement en libre-service de ses supermarchés et magasins de proximité. Le système de paiement par reconnaissance faciale devrait être étendu à 3000 magasins appartenant à X5 d'ici la fin de 2021.

## Logistique
Le projet stratégique visant à diviser la logistique des chaînes de magasins «Х5» pour garantir les magasins «près de la maison» et séparément pour mettre à disposition les formats «supermarché» et «hypermarché», a commencé en 2013.
À la date du 31 décembre 2019, le X5 Retail Group exploite 42 centres de distribution d'une superficie totale de 1,1 million de mètres carrés, dont 30 servent le réseau commercial «Pyaterochka», et 12 servent les réseaux commerciaux de grands formats «Perekrestok» et «Carrousel».
La flotte de transport du X5 Retail Group comprend 4 124 camions personnels (d'après les données au 31 décembre 2019).